# Premières Côtes de Blaye
Premières Côtes de Blaye son dos denominaciones de origen de la región vinícola de Burdeos. Una es premières côtes de Blaye blanc, para el vino blanco, y la otra premières côtes de Blaye rouge, para el vino tinto. Sólo tienen derecho a la denominación de origen controlada "Premières Côtes de Blaye" inicialmente reconocida por decreto de 11 de septiembre de 1936, los vinos tintos o blancos que reunieran una serie de condiciones fijadas legalmente.
La zona de producción son una serie de municipios en los siguientes cantones:
- Cantón de Blaye: todos los municipios;
- Cantón de Saint-Ciers-sur-Gironde: la totalidad de los municipios;
- Cantón de Saint-Savin-de-Blaye: la totalidad de los municipios;
- Cantón de Bourg: municipio de Pugnac.

Los vinos deben provenir de un ensamblaje de al menos dos de las siguientes variedades:
- Para los vinos tintos: cabernet franc (N), cabernet sauvignon (N), merlot (N), cot (N).
- Para los vinos blancos:
  - Variedades principales: semillón , sauvignon , muscadelle ;
  - Variedades secundarias: merlot blanc, colombard, ugni blanc.

El porcentaje global de las variedades secundarias no puede ser más del 30% de la variedad de cada explotación. 
El límite de rendimiento por hectárea de viñedo será de 60 hectolitros para los vinos blancos y de 50 hl por ha para los tintos. La producción media anual de vino blanco seco en esta denominación es de 16.000 hectolitros, y la superficie declarada la de 250 hectáreas. Por lo que se refiere al vino tinto, son 330.000 hl por año y 6.000 ha de superficie declarada.